# David Browning
David Browning (n. 5 iunie 1931, Boston, Massachusetts, SUA – d. 13 martie 1956, Rantoul⁠(d), Kansas, SUA) a fost un săritor în apă ce a reprezentat Statele Unite ale Americii, medaliat olimpic. A participat la o ediție a Jocurilor Olimpice (1952) în care a câștigat o medalie de aur.

## Participări
Lista de mai jos prezintă principalele competiții la care a participat David Browning de-a lungul carierei.
- diving at the 1952 Summer Olympics – men's 3 metre springboard[*]